# Cash Money Records
Cash Money Records è una etichetta discografica statunitense fondata dai fratelli Bryan "Birdman" Williams e Ronald "Slim" Williams; opera come una filiale della Universal Music Group ed è distribuito dalla Universal Motown Republic Group.

## Storia
Per molto tempo la Cash Money è stata una delle etichette più importanti e notate del sud degli Stati Uniti, la sua sede è a New Orleans in Louisiana. 
Per i primi anni, la Cash Money ha ospitato una serie di uscite da artisti locali, la vendita di centinaia di migliaia di album senza mai produrre un video musicale o avere una hit Billboard. All'inizio del 1993 agli esordi dell'etichetta, gli artisti sotto contratto erano il DJ Mannie Fresh e gli U.N.L.V. che pubblicarono il loro album d'esordio Straight Out Tha Gutta nel 1994, questo era uno dei primi album a essere pubblicati per la Cash Money. La grande occasione per la Cash Money arrivò nel 1997, quando gli artisti più popolari del marchio, la Hot Boys, B.G. e Juvenile in particolare, hanno catturato l'attenzione dei dirigenti Universal Records. Juvenile pubblicò Solja Rags che ha venduto 200 000 copie in modo indipendente. Nel 1998, Cash Money firmò un contratto da 30 milioni di dollari con la Universal, che autorizza l'etichetta per l'85% dei suoi diritti d'autore, il 50% delle sue entrate. Tuttavia, B.G. e Juvenile in seguito lasciarano l'etichetta nel 2002, sostenendo la cattiva gestione finanziaria.
Tra il 2001 e il 2003, l'etichetta ha venduto 7 milioni di album. La canzone "Still Fly" dei Big Tymers è stato nominato per due Grammy Awards. Nell'aprile 2003, Juvenile ritornò all'etichetta per un accordo riferito a 4 milioni di dollari, e in cambio, ha firmato oltre ai diritti di Juve The Great, un album che ha venduto oltre un milione di copie. La Cash Money ha anche firmato accordi con diversi altri artisti, tra cui Sean John e Jacob Arabo. Nel 2007, l'ex membro degli Hot Boy Lil Wayne è stato nominato presidente della Cash Money Records e Amministratore Delegato della Young Money Entertainment, dando al rapper il pieno controllo creativo su tutte le uscite sotto le due etichette. In quello stesso anno, però, Lil Wayne si è dimesso dalla carica presidente decidendo di concentrarsi sulla sua carriera, in particolare sull'album Tha Carter III. Nel 2008, Lil Wayne ha firmato di nuovo con la Cash Money, assicurando che i suoi prossimi album prodotti da quest'etichetta saranno pochi. Nel settembre del 2008, l'etichetta ha distribuito la smash-hit rock di Kevin Rudolf in collaborazione con Lil Wayne. Il 15 settembre 2008, ai MOBO Awards, il cantante britannico R&B Jay Sean ha annunciato di aver firmato con la Cash Money Records.

## Rich Gang
La Rich Gang è un collettivo musicale hip hop statunitense composta dagli artisti di Cash Money Records e Young Money Entertainment fondato da Birmdan nel 2013.
Il collettivo ha pubblicato una raccolta, Rich Gang, e un mixtape, Rich Gang: Tha Tour Pt. 1.

### Formazione
- Birdman
- Young Thug
- Rich Homie Quan (deceduto)
- Jacquees
- Rublow
- Saxxboy KD

#### Ex membri
- Robb Banks[2]
- BTY Young'n (deceduto)
- Caskey
- J-Soul
- Neno Calvin
- Trev Rich
- Money Man
- Young Greatness (deceduto)
- Derez De'Shon

### Discografia

#### Raccolte
- 2013 – Rich Gang

#### Mixtape
- 2014 – Rich Gang: Tha Tour Pt. 1

#### Colonne sonore
- 2018 – Before Anythang (Music from the Motion Picture)

#### Singoli
- 2013 – Tapout (feat. Birdman, Lil Wayne, Mack Maine, Nicki Minaj e Future)
- 2013 – We Been On (feat. Birdman, R. Kelly e Lil Wayne)
- 2013 – 50 Plates (feat. Birdman e Rick Ross)
- 2014 – Lifestyle (feat. Young Thug e Rich Homie Quan)

## Cash Money West
Il 16 luglio 2018, Birdman ha annunciato la fondazione di una sussidiaria della Cash Money Records per la costa ovest degli Stati Uniti, la Cash Money West. L'etichetta finora ha firmato due rapper della West Coast: Saviii 3rd e Blueface.